# Lissonota inconspicua
Lissonota inconspicua là một loài tò vò trong họ Ichneumonidae.